# St. Michael (Berge)

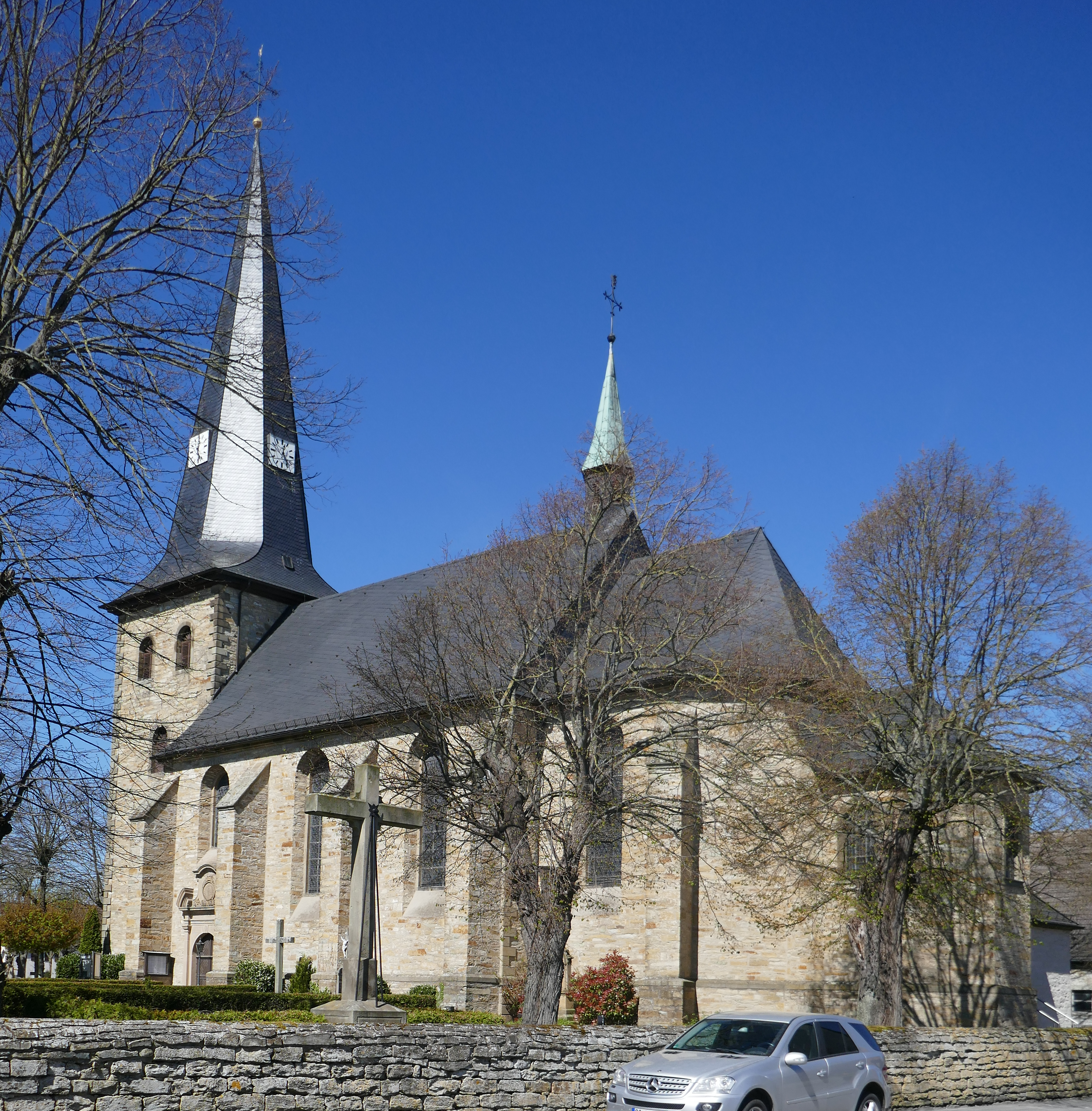
St. Michael in Berge

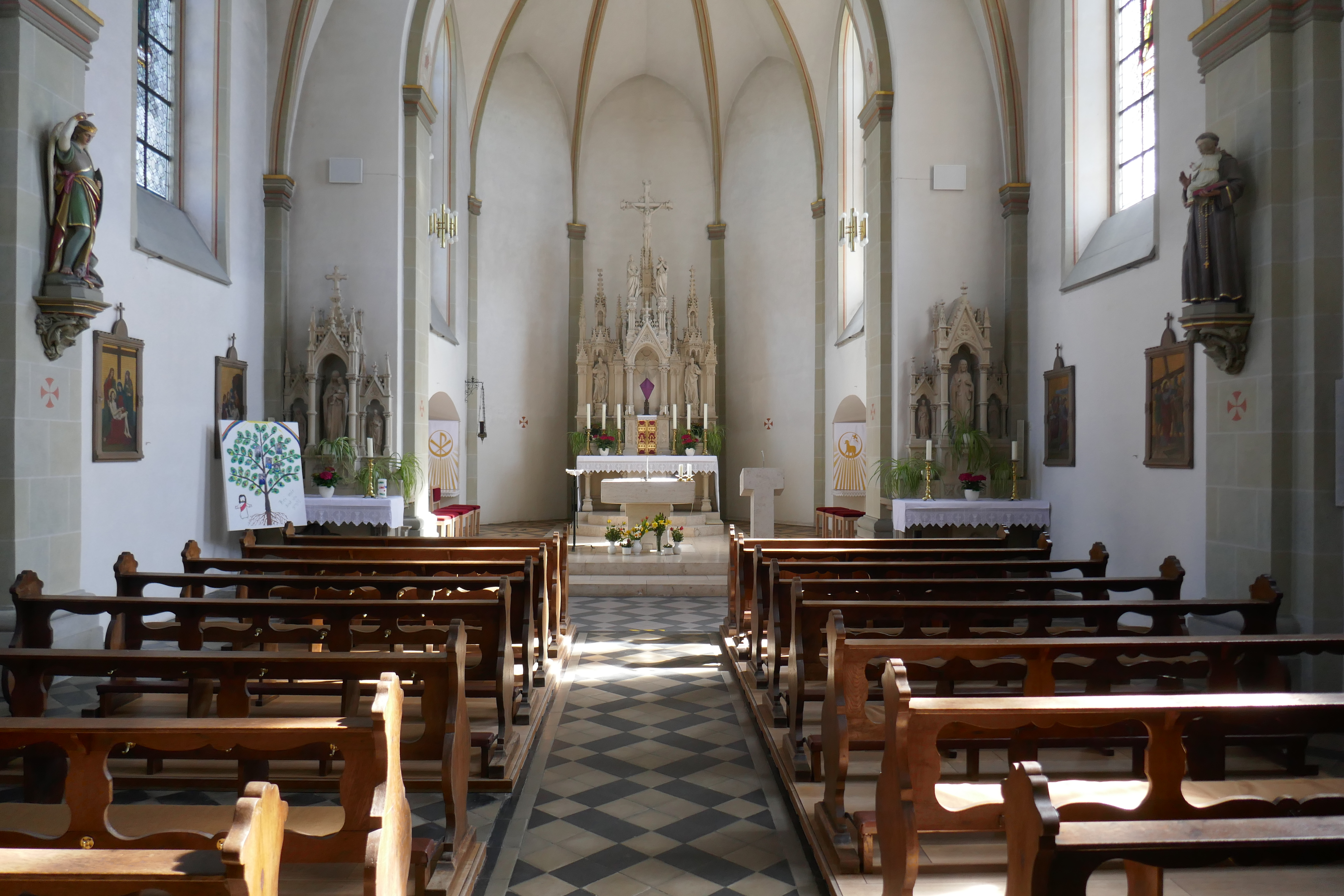
Innenansicht

Die katholische Pfarrkirche St. Michael ist ein denkmalgeschütztes Kirchengebäude in Berge, einem Ortsteil von Anröchte im Kreis Soest (Nordrhein-Westfalen).

## Geschichte und Architektur
Die Kirchengemeinde gehört zu den ältesten Pfarreien im Raum Lippstadt. Die Gemeinde wurde 1059 erstmals als Kirchspiel erwähnt. Um 1313 wurde das Haus Capella genannt.
Das Gebäude steht auf einem mit einer Trockenmauer umfassten Friedhof. Die dreijochige, barocke Saalkirche wurde aus Bruchstein im Renaissance-Stil gemauert. Der dreiseitig schließende Chor ist eingezogen. Die Sakristei liegt östlich. Der Westturm ist an zwei Seiten durch Fenster gegliedert, ihm wurde ein Knickhelm aufgesetzt. Der Turm ist in einem Chronogramm mit 1737 bezeichnet, das Langhaus und der Chor sind mit 1750 bezeichnet. In den Innenraum wurden Kreuzgratgewölbe eingezogen, die Ausmalung stammt von 1894. In dieser Zeit wurde die Kirche auch neu ausgestattet.

## Ausstattung
- drei im neugotischen Stil erbaute und aus Baumberger Sandstein hergestellte Altäre
- Die Orgel wurde 1845 vom Orgelbauer Eggert gebaut. Sie ist eine der wenigen im Original erhaltenen Orgeln dieser Werkstatt.[2]

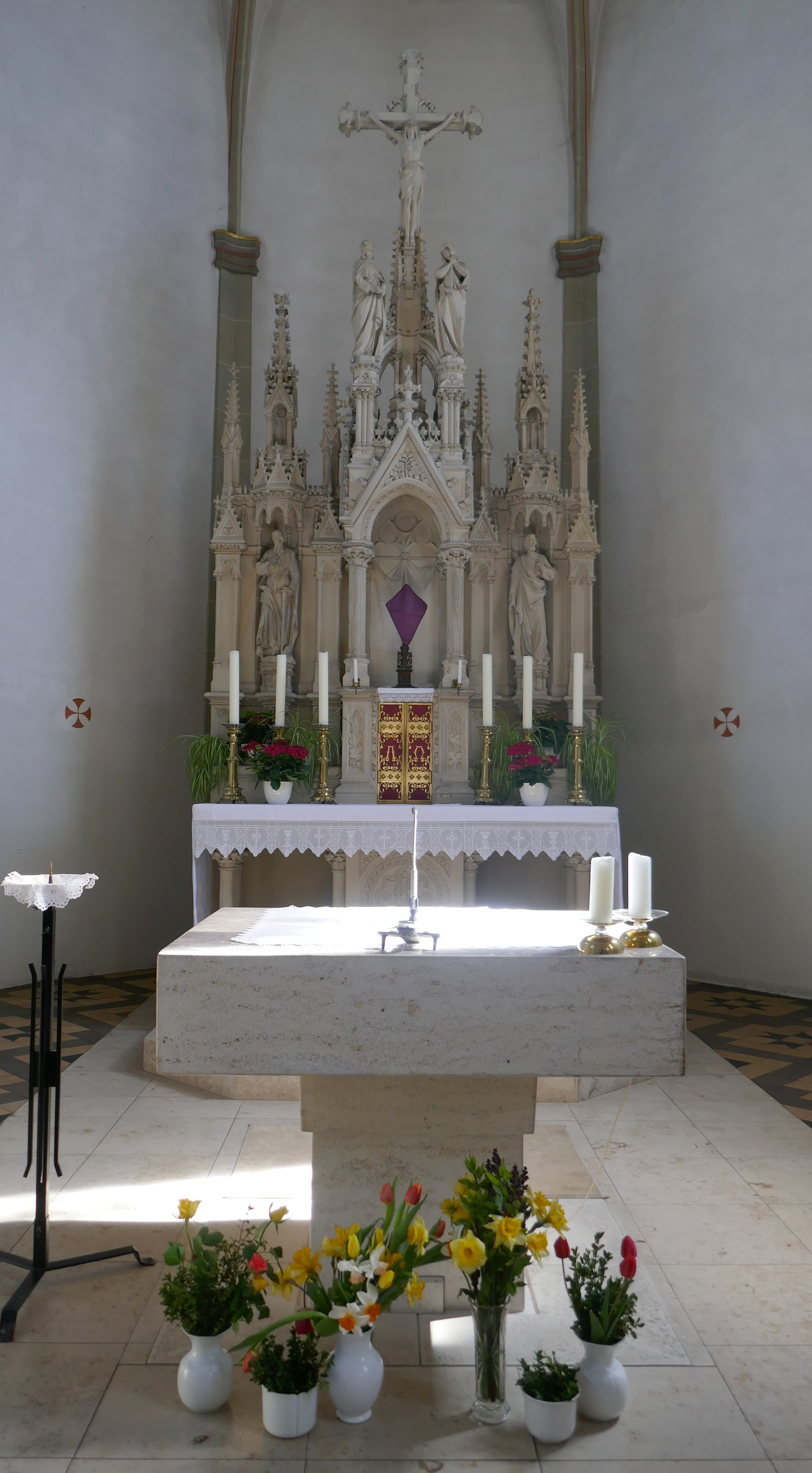
Hauptaltar
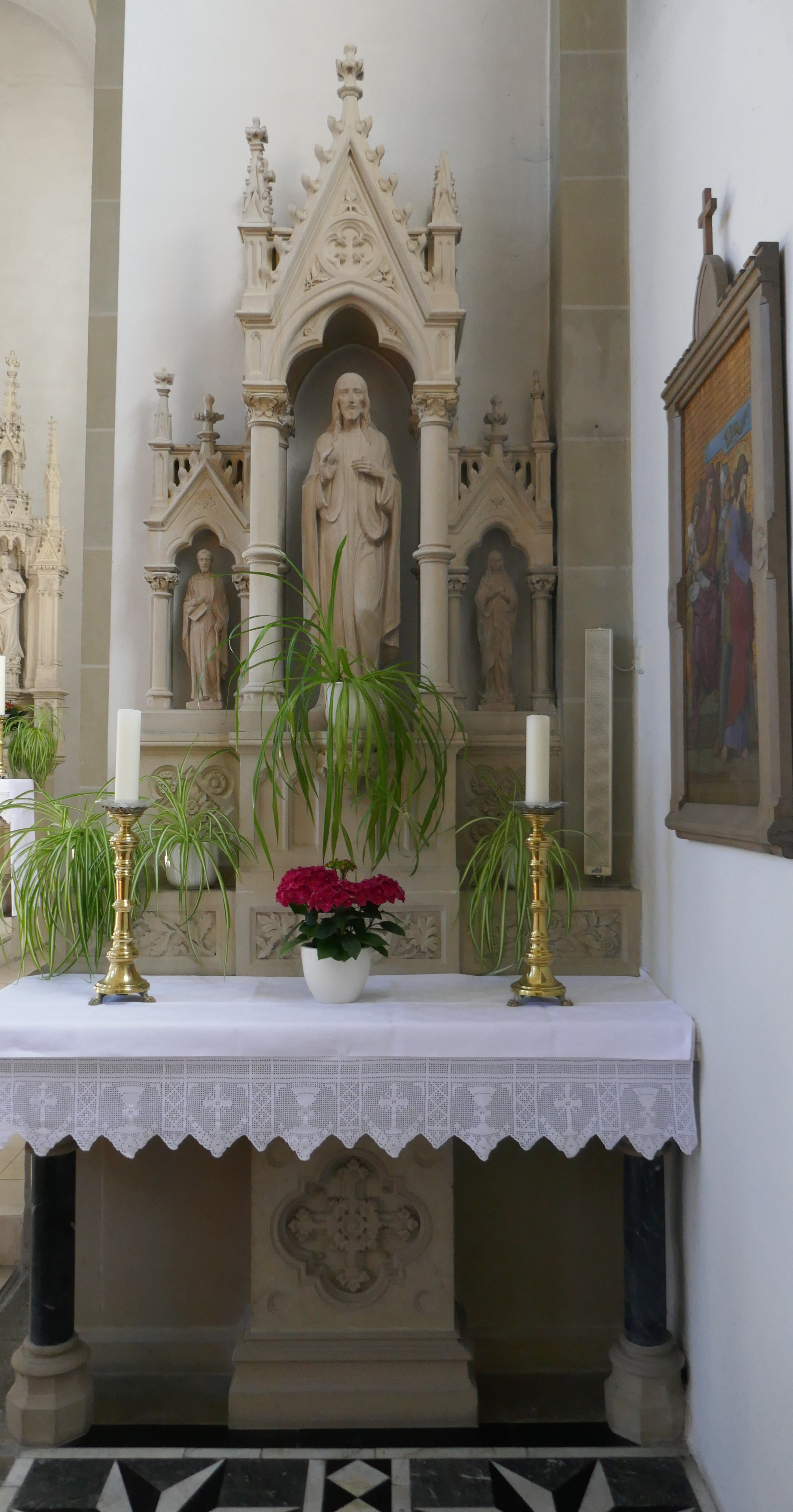
Seitenaltar
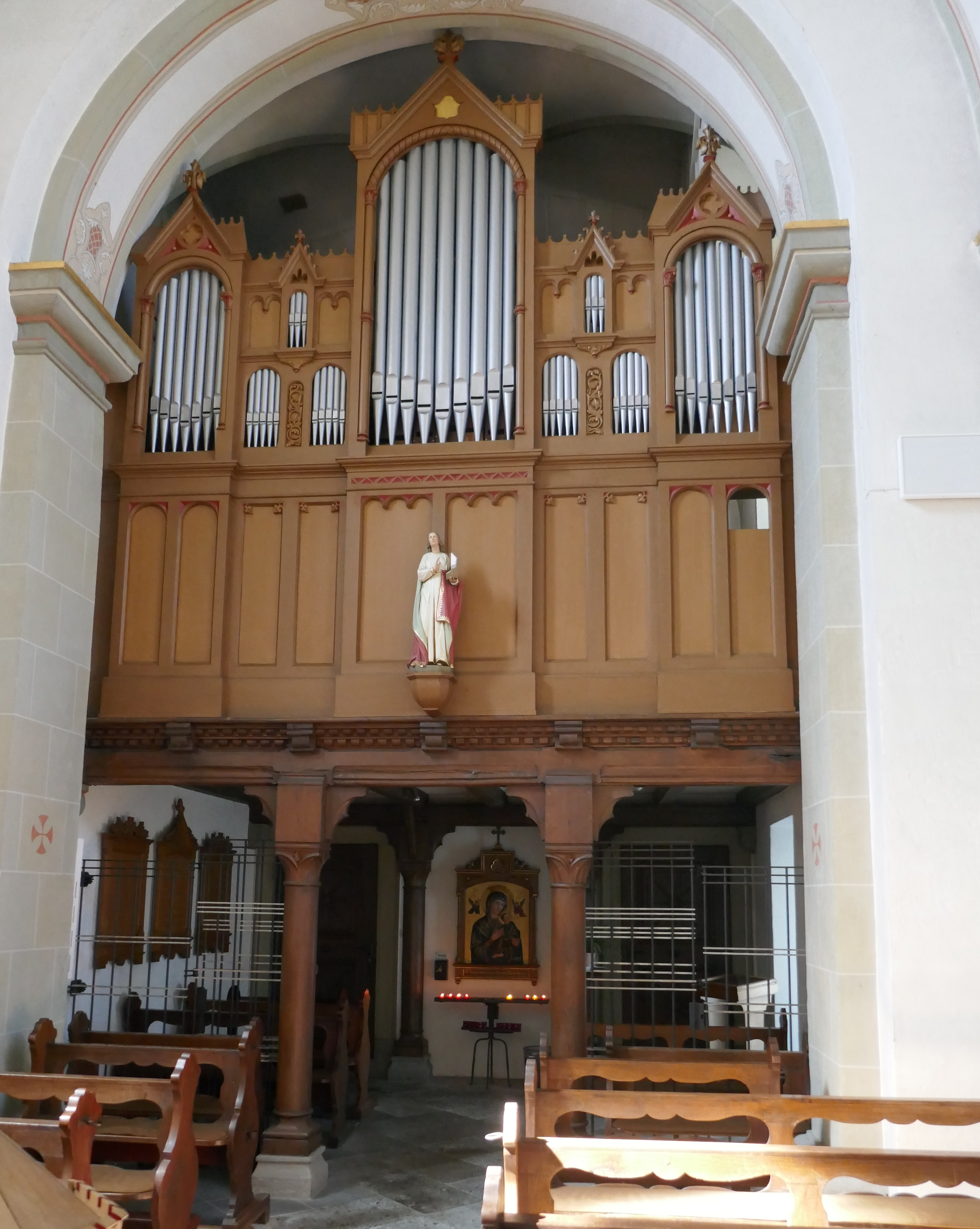
Orgel

## Glocken
Am 6. April 1952 wurden drei Gussstahlglocken des Bochumer Vereins geweiht:
- I. Michaelsglocke/Totenglocke, Ton cis', Gewicht 1.570 kg.
- II. Agathaglocke/Brandglocke, Ton e', Gewicht 940 kg.
- III. Marienglocke, Ton fis', Gewicht 620 kg

zusätzlich gibt es eine kleine Glocke für den Uhrschlag.